# Боксбойтель
Бо́ксбойтель (нем. Bocksbeutel — букв. «козлиный мешок», «козлиная мошонка» ) — похожая на флягу стеклянная бутылка, обычно тёмно-зелёного цвета, объёмом в 0,75 л в форме сплющенного эллипсоида. В бутылки похожей формы, называемые «кантил» (cantil), также разливают Mateus и другие розовые вина Португалии. Изредка такие бутылки можно встретить в Греции и Италии, где они называются «пульчанелла». 
Боксбойтель используется в течение более 250 лет для розлива франконского вина с вюрцбургского виноградника Штайн. Со временем бутылка этой формы стала атрибутом и символом франконского вина в целом. «Боксбойтельная дорога» (нем. Bocksbeutelstraße) — туристическая «виноградная дорога» в винодельческом регионе южнее франконского города Хаммельбурга.
В отношении происхождения названия бутылки существует несколько версий. Как и древнегреческий бог виноделия Бахус, поедающий виноград козёл символизировал веселье и излишества, связанные с употреблением алкоголя. По другой, анатомической версии, боксбойтель напоминает своей формой мошонку козла.